# Atuence jezik
Atuence jezik (atuentse, anshuenkuan nyarong, nyarong, nganshuenkuan; ISO 639-3: iso 639-3: atf; povučen), jezik nekada klasificiran u centralnu skupinu tibetskih jezika s tibetsko-yunnanske granice, Kina (590 000 govornika), čiji se kodni naziv [atf] povukao iz upotrebe 10. kolovoza 2007. uz obrazloženje da je nepostojeći.
Pripadnici etničke grupe poznati su kao Deqen Tibetanci za koje se kaže da govore jezikom khams, a naziv Atuence, i slični oblici, su stari naziv tibetskog grada Deqen.

## Vanjske poveznice
- Ethnologue (14th)
- Ethnologue (16th)